# Uganda Electricity Distribution Company Limited
L'Uganda Electricity Distribution Company Limited (UEDCL) est une société para-étatique dont le but principal est de distribuer de l'électricité aux utilisateurs finaux domestiques et commerciaux en Ouganda, à 33 kilovolts et moins. Ce rôle a été sous-loué à Umeme pour une concession de 20 ans qui va se termine en 2025.

## Emplacement
Le siège de l'UEGCL se trouve au sixième étage des tours UEDCL, 37 Nakasero Road, Nakasero Hill, à Kampala, la capitale et la plus grande ville de l'Ouganda. Les coordonnées géographiques du siège social de la société sont 0° 19′ 35″ N, 32° 34′ 38″ E.

## Historique
L'UEDCL a été créée en 2001 par une loi du parlement ougandais à la suite de la dissolution de l'Ouganda Electricity Board. En 2005, Umeme a repris la majorité des actifs et des responsabilités de l'UEDCL pour une période de 20 ans sur une base concessionnelle,.
En 2018, le Comité des ressources naturelles du Parlement ougandais a pesé les avantages et les conséquences de la résiliation de cette concession avant 2025. Le comité a été informé par Joseph Katera, directeur général de l'UEDCL, que le gouvernement devait investir au moins 100 millions de dollars américains par an pour maintenir les opérations en cours. Des frais supplémentaires de 330 millions de dollars américains seraient dus à Umeme au moment de la résiliation prématurée.

## Opérations
Pendant la durée de la concession à Umeme, l'UEDCL a les opérations suivantes,: (a) Surveiller l'adhésion d'Umeme aux termes de la concession (b) Entretenir et exploiter les réseaux électriques hors réseau à Moyo, Adjumani, et Moroto (c) Superviser l'achèvement des projets d'extension du réseau en cours de construction par le Rural Electrification Network, une agence gouvernementale sœur, au moment de l'initialisation de la concession d'Umeme (d) Entretenir, exploiter et gérer le traitement des poteaux électriques usine à Lugogo dans le centre de Kampala.

## Gouvernance
L'UEDCL est dirigée par un conseil d'administration de sept personnes dont le président est Francis Tumuheirwe. Le directeur général est Paul Mwesigwa.

## Voir également
- Autorité de régulation de l'électricité
- Énergie en Ouganda